# Brainstorm (banda da Alemanha)
Brainstorm é uma banda de power metal da Alemanha.
Inicialmente formada em 1989 por Torsten Ihlenfeld e Milan Loncaric nas guitarras e Dieter Bernert na bateria, o Brainstorm lançava no ano seguinte a sua primeira demo intitulada "Hand Of Doom".
Abrindo shows para Stormwitch, Exciter e Rage, as faixas "Queens and Sins" e "Law" surgiram com a compilação de um LP. Completando a formação com o baixista Andreas Mailänder, a banda lançou sua segunda demo, a "Heart Of Hate" no ano de 1992, que merecidamente ganhou espaço na cena local do metal alemão.
Com dificuldades de encontrarem um vocalista que eficientemente preenchesse a vaga restante na banda, a banda resolveu seu problema com a entrada de Marcus Jürgens, sendo apelidados de "Newcomers of the Month" pela revista alemã "German Rock Hard" com sua terceira demo "The Fifth Season", lançada em 1994. Ainda lançando outra demo e singles em novas compilações, a banda finalmente assinaria seu primeiro contrato com uma gravadora em 1997.

## Formação
- Torsten Ihlenfeld – guitarra, backing vocal
- Milan Loncaric – guitarra, backing vocal
- Dieter Bernert – bateria
- Andy B. Franck – vocal
- Antonio Ieva – baixo

## Discografia
- Hungry (1997)
- Unholy (1998)
- Ambiguity (2000)
- Metus Mortis (2001)
- Soul Temptation (2003)
- Liquid Monster (2005)
- Downburst (2008)
- Memorial Roots (2009)
- Firesoul (2014)
- Scary Creatures (2016)
- Midnight Ghost (2018)
- Wall of Skulls (2021)